# 帕拉马库迪
帕拉马库迪（Paramakudi），是印度泰米尔纳德邦Ramanathapuram县的一个城镇。总人口82239（2001年）。

## 人口
该地2001年总人口82239人，其中男性41050人，女性41189人；0—6岁人口9575人，其中男4837人，女4738人；识字率74.22%，其中男性为80.22%，女性为68.23%。